# Tressette
Il tressette, o tresette, o tre sette, è un gioco di carte italiano, probabilmente di origine spagnola o napoletana, che conta moltissime varianti a seconda della località in cui viene giocato .
Qualora gli avversari non avessero carte sufficienti per affrontare il gioco possono chiudere la mano dando 11 punti agli avversari.

## Origine e diffusione
Il tressette è giocato principalmente in Italia. È giocato anche in altre aree geografiche che hanno subito una forte dominazione veneziana, come in Dalmazia (Croazia) (dove si gioca nelle aree costiere e sulle isole con il nome croato di trešeta, utilizzando carte triestine) e in Slovenia. In altre nazioni la sua diffusione è dovuta per lo più dalla presenza di comunità di immigrati originarie dei paesi dove il gioco è praticato.
Uno dei testi più antichi riguardo a questo gioco è il "Ludus, vulgo dictus Tresette in quattro, latino metro descriptus", un poema allegorico/didascalico in latino composto da 290 esametri edito nel 1726 dal letterato e poeta piacentino Gaetano Biondelli. Una descrizione abbastanza formale del gioco - generalità, regole e strategie - è data dal Codice di Chitarrella, pubblicato da più editori a Napoli a partire dal 1840.
L'origine del nome non è chiara; sembrerebbe che inizialmente il gioco prevedesse che anche i sette valessero 1/3 di punto e che quindi tre stesse ad indicare la carta gerarchicamente più alta e sette quella più bassa fra quelle che avevano valore superiore a 0 punti. Successivamente per donare una maggiore fluidità al gioco e per evitare che troppe partite finissero in pareggio il gioco venne affinato relegando il sette fra le scartine, conservando però il nome originale di riferimento Tressette.

## Regole
A causa della sua natura fortemente regionale, il tressette non ha regole universalmente condivise e accettate. Pertanto è buona norma che i giocatori concordino sulle regole e varianti da considerare prima che abbia inizio il gioco.

### Numero di giocatori
Il tressette si può giocare da 2 fino a 4 giocatori (o sino ad 8 in alcune varianti). Le varianti sono molte ma il tressette classico, quello più diffuso, è il tressette incrociato a coppie fisse, che si gioca in 2 squadre da 2 elementi.

### Tressette incrociato a coppie fisse (2 squadre da 2 giocatori)
Si descrivono le regole del tressette normalmente adottate nell'Italia centrale e meridionale per una partita giocata da 4 partecipanti con un mazzo di carte italiane. Stabilite le squadre, i giocatori si dispongono a croce, ovvero in posizioni alterne, in modo tale che gli appartenenti alla stessa squadra si trovino l'uno di fronte all'altro.
Dopo aver designato il mazziere della prima mano (in genere mediante una conta o, più spesso, da chi pesca la carta di maggior valore), il mazzo di carte viene da questi mischiato e successivamente "tagliato" dal giocatore alla sua sinistra. Si effettua quindi la distribuzione delle carte, sempre cinque alla volta (ad eccezione, secondo alcuni, della prima distribuzione della partita, che si può effettuare una carta per volta), in senso antiorario fino a che ognuno abbia in mano 10 carte. Il giocatore che distribuisce le carte deve assicurarsi di dare sempre la stessa quantità di carte ad ogni giocatore.
Un modo per sorteggiare le squadre è quello di accoppiare il 4 e il 5 di denari oppure quello di accoppiare i primi due assi che escono. Prima di iniziare la partita, dopo che sono state distribuite le carte, il giocatore che possiede il 5 di denari si sposta (se è necessario) in modo da fare coppia con il 4. Il giocatore che ha in mano il 4 di denari deve cominciare il gioco con una carta a sua scelta: così avviene anche con il metodo degli assi.
Se le squadre sono state già prestabilite, può cominciare a giocare semplicemente il giocatore che possiede il 4 di denari, gli altri, uno per volta a partire da quello immediatamente alla sua destra e proseguendo in senso antiorario, devono giocare una carta dello stesso seme, detto anche "palo". Non si tratta però di una regola fissa: in realtà la formazione delle coppie dovrebbe avvenire prima della distribuzione delle carte per il Tressette, dunque inizierebbe il turno il giocatore che succede al mazziere.
La partita è costituita da turni, detti "passate" (o da molti, impropriamente, "mani". Tosc. "date"), in cui ciascun giocatore gioca una propria carta. L'insieme delle 10 passate necessarie ad esaurire le carte in dotazione ai giocatori viene detto "mano" (Tosc. "Sfoglio").
La presa è effettuata dalla squadra cui appartiene il giocatore che ha messo sul tavolo la carta di grado più alto del palo giocato in quel turno. A tale giocatore tocca aprire la passata successiva, e così via finché non si esauriscono le carte in mano. 
Quando non si possiede alcuna carta del palo giocato, cioè quando si ha un "piombo" (e cioè "si piomba il palo"), si è liberi di giocare qualsiasi altra carta ma non si ha diritto alla presa. Per questa ragione, quando si determina un piombo, in genere ci si libera delle carte di minor valore o comunque meno funzionali per la strategia eventualmente elaborata.
Al termine della mano si calcola il punteggio di ciascuna squadra in base alle carte prese durante quella mano, e lo si somma ai punteggi realizzati nelle eventuali mani precedenti.
Nelle mani successive il mazziere cambia in senso antiorario e a cominciare il gioco è il primo ad aver ricevuto le carte.
La partita termina quando una delle due squadre totalizza un certo punteggio, la cui entità dipende dalla regione geografica (di solito 21, 31 oppure 41 punti). In alcune regioni (o previo accordo tra i giocatori) è considerata vincitrice la squadra che per prima totalizza il punteggio richiesto; ciò implica che la partita termina nell'istante stesso in cui una squadra lo raggiunge, anche se la mano non è ancora conclusa: ciò avviene solamente se la squadra "si chiama fuori" dalla partita memorizzando il punteggio presa dopo presa. Questa regola impedisce un'eventuale rimonta della squadra in svantaggio ed evita quindi che la partita si concluda con entrambe le squadre aventi un punteggio superiore a quello richiesto.

### Tressette a Pizzico (due giocatori)
Valgono le stesse regole della modalità a squadre, e resta valido l'invito a mettersi d'accordo sulle regole prima di giocare. In ogni caso, è prassi distribuire comunque dieci carte a ciascuno dei due giocatori (sempre cinque carte alla volta), lasciando il mazzo delle carte rimanenti sul tavolo in modo che mostri il dorso. Il giocatore che prende, pesca la carta in cima al mazzo, la mostra all'avversario e la ripone fra le proprie carte, e lo stesso farà l'altro giocatore. Solo a quel punto chi ha preso fa il suo gioco, come di consueto.
Inoltre non è possibile accusare Bongiochi o Napoli dopo la terza mano di gioco.

### Gradi delle carte
Ai fini dell'attribuzione della presa, ad ogni carta è assegnato un grado determinato dalla posizione all'interno della seguente scala (ordinata dal grado più alto a quello più basso):
- Tre
- Due
- Asso
- Re
- Regina (nelle carte a semi francesi) o Cavallo (nelle carte a semi italiani e spagnoli)
- Fante
- Sette
- Sei
- Cinque
- Quattro

|  |  |  |  |  |  |  |  |  |  |

La presa viene attribuita al giocatore che gioca la carta di grado più alto al seme della passata.
Dal fatto che hanno diritto di presa solo le carte appartenenti al seme della prima carta giocata e che non esistono due carte dello stesso grado in un dato seme, discende che una passata non può terminare in parità.

### Calcolo del punteggio
Per il calcolo del punteggio di ciascuna squadra alla fine di una mano, a ciascuna carta viene attribuito un valore numerico secondo il seguente schema:
- l'asso vale 1 punto;
- le figure (fante, regina e re) e gli altri carichi (due e tre) valgono 1/3 di punto;
- le scartine (quattro, cinque, sei e sette) non hanno valore.[1]

Come si può facilmente notare, la differenza di punteggio tra le carte non ricalca strettamente la scala dei gradi per la determinazione della presa; questo permette di avere un gioco più interessante dal punto di vista tattico e strategico, in quanto la carta di grado più alto (il tre) non è quella di maggior valore (che invece è l'asso).
È facile calcolare che in un mazzo di carte ci sono 10 punti e 2/3.
Per evitare di attribuire punteggi non interi, si eliminano dal computo le parti frazionali e si assegna un punto aggiuntivo alla squadra che ha effettuato la presa della decima e ultima passata (chiamata in alcune regioni "rete") e viene conteggiata a fine gioco. In questo modo in ogni mano ci sono 11 punti in palio.
Un avvenimento non rarissimo è il "cappotto". In questa mossa straordinaria il punteggio non è di 11 punti ma di 17. Questo non presuppone necessariamente che la squadra che "fa cappotto", cioè quella vincitrice, abbia conquistato le prese di tutte le passate: è infatti possibile che la squadra che subisce il cappotto abbia realizzato una o più prese composte solamente da scartine o da un massimo di due figure senza conquistare il punto della presa dell'ultima passata. Si considera cappotto anche il caso in cui la squadra che lo subisce abbia usufruito di punti extra per aver accusato bongioco o Napoli.
Nel caso in cui un giocatore nel proprio mazzo possiede un punto, due o una sola figura, quest'ultimo ha il diritto di chiedere l'annullamento della passata.
Esiste un motivo ben preciso per cui a tressette si vince a 31. In buona sostanza, il massimo dei punti che si possono totalizzare in una singola mano è 30, derivanti dalla combinazione, utopica ma possibile, di quattro 3, tre 2 e tre assi, che assegna 19 punti fra tre bongiochi (di cui uno di 4 punti, la cosiddetta stella, quindi 4 + 3 + 3 = 10) e tre napoli (3 x 3 = 9); naturalmente, i restanti 11 punti del conseguente cappotto che è praticamente impossibile non fare, disponendo di una simile combinazione di carte, totalizzano 30. Il fine, pertanto, è quello di impedire che si possa vincere in una sola mano, dando, così, la teorica possibilità agli avversari di rimontare.
C'è un'unica eventualità nella quale si vince l'intera partita alla prima mano e si verifica nel caso in cui si giochi a quattro. Bisogna che un compagno della coppia possegga tre napoli e tre bongiochi (3 x 3 + 3 x 3 = 18) e l'altro una napoli: sommando tutti i punti si arriva a 32.

### "L'accusa"
Il tressette con "accusa" prevede la possibilità di ottenere dei punti aggiuntivi rispetto agli 11 del mazzo nel caso in cui un giocatore abbia in mano una particolare combinazione di carte. In dettaglio:
- il bongioco (o buon gioco) è un tris di assi, di due oppure di tre. Il palo del carico che manca viene chiamato "fagliante". Tale combinazione vale tre punti; nel caso di quattro carte uguali, il bongioco vale quattro punti e, in alcune varianti regionali, si chiama "stella".

Inoltre in altre varianti regionali è possibile il raggiungimento dei 4 punti nel caso in cui in una squadra, uno dei due giocatori è in possesso di un bongioco, ad esempio, di assi, e il suo compagno possiede l’asso mancante.
- la Napoli (o napoletana) è la combinazione di asso, due e tre dello stesso seme, e vale tre punti. In alcune regioni del nord è chiamata "Pulla" mentre in Sardegna viene chiamata "Trinca".

È consentita un'accusa multipla, ossia la dichiarazione contemporanea di più bongiochi o napoli. In questo caso i punti guadagnati sono pari alla somma dei punti delle singole accuse.
A seconda delle regioni italiane, l'accusa può essere fatta, oltre che semplicemente a voce, anche picchiettando letteralmente una o più volte sul tavolo con le nocche, azione nata con tutta probabilità per aggirare l'originale divieto di comunicare qualsiasi informazione sulle proprie carte. Per tale motivo l'accusa è detta anche "bussata".
Di carattere regionale è pure la regola che specifica quando effettuare la dichiarazione. Ad esempio, in alcune regioni italiane l'accusa è obbligatoria, mentre in altre è facoltativa e il suo utilizzo diventa quindi un elemento tattico del gioco: in dipendenza delle carte rimanenti che si hanno in mano, potrebbe essere più conveniente rinunciare all'accusa per non favorire troppo gli avversari, particolarmente quando è il loro turno di gioco.
Il numero di giocatori influenza quando è possibile ricorrere all'accuso: nel caso in cui siano presenti quattro giocatori o si giochi in tre utilizzando il turno del morto è possibile accusare alla prima mano; contrariamente, nel caso in cui fossero presenti due giocatori, è possibile accusare durante tutta la partita, il giocatore dovrà accusare appena ha la possibilità e al fine di verificare il rispetto di questa regola i giocatori dovranno mostrare la carta pescata dal mazzo.
In genere, il giocatore che intende (o deve) dichiarare un bongioco o una napoli deve farlo quando arriva il proprio turno di gioco nel corso della prima mano. Al secondo turno, chi ha la mano è autorizzato, dopo aver giocato la sua carta, a chiedere in cosa consista il bongioco. Se il bongioco non viene chiesto espressamente, è facoltà di chi lo possiede dichiararlo al proprio turno di gioco; altrimenti, con le stesse regole, si potrà chiederlo nelle mani successive.
A seconda della località geografica, è possibile o meno chiedere quale sia il carico mancante oppure il seme della napoletana.

### Altre dichiarazioni
Il giocatore che per primo in una mano gioca una carta appartenente a un dato seme ha facoltà di dichiarare, solo di quel seme, i carichi che possiede e il numero di carte totali. Restano vietate qualsiasi dichiarazioni a proposito di pali diversi da quello giocato.
Tali dichiarazioni sono effettuate con alcune espressioni verbali tipiche; tuttavia l'adozione, principalmente nell'Italia settentrionale, di una più rigida regola di divieto di comunicazione verbale ha fatto sì che si diffondesse anche una maniera di esprimerle esclusivamente gestuale. Ancora oggi non è raro trovare giocatori che utilizzano i gesti tradizionali per segnalare il gioco. Di tali gesti si ricordano in particolare:
- "busso", picchiando con le nocche della mano sul tavolo, significa "gioca la carta più alta che hai di quel seme e, qualora tu prenda, ritorna prima od eventualmente poi nello stesso seme";(quando il gioco avviene con soli due giocatori non si può effettuare la bussata)
- "striscio" (o "liscio"), espressa strisciando la carta sul tavolo, significa "in questo seme ne ho altre (almeno una)" oppure, se effettuato dopo aver preso su un "busso" del compagno, "per il momento gioco così, ma non preoccuparti che ho la possibilità di ritornare nel seme da te bussato";
- "volo", dall'azione di lanciare la carta sul tavolo di gioco, significa che si sta giocando l'ultima carta del palo.

## Tressette a chiamare
Le regole sono le stesse della versione "standard" ma si gioca individualmente, formando di volta in volta le squadre. Sono ammessi da tre a sette giocatori, associabili in squadre composte da uno contro tutti o una coppia contro tutti. Non sono ammesse le accuse.

## Tressette a perdere
Il tressette a perdere, o tressette "alla meno", Rovescino, o Traversone, o Ciapanò è un gioco di strategia dove le regole sono le stesse della versione tradizionale, ma lo scopo è di fare meno punti possibile. Si gioca fino a 8 giocatori ciascuno per sé. Non sono ammesse accuse e dichiarazioni, nel caso in cui un giocatore riesce ad aggiudicarsi 11 punti essi verranno accreditati agli altri giocatori (in alcune varianti regionali quando un giocatore effettua 11 punti realizza il "cappottone" che porta subito la partita a conclusione con la sua vittoria). Una variante prevede l'obbligo da parte dei giocatori di realizzare almeno un punto.
In alcune zone d'Italia i punti di una mano di tressette a perdere non sono 11 ma 16. Il giocatore che ha preso l'asso di bastoni (asso di mazza) conta i punti alla fine, perché si prende tutti i punti mancanti agli altri giocatori, in modo tale che la somma sia 16. Si prende anche il punto dato normalmente alla chiusura. In Campania il tressette a perdere, meglio noto come “asso di mazzo” prevede un punteggio differente: tutte le carte hanno il medesimo punteggio del tressette standard a differenza dell’asso di bastoni (asso di mazzo) che vale 11 punti. I punti totali a disposizione in una mano sono quindi 20 e 2/3. Per assegnare tutti i punti interi, chi prende all’ultima “passata” non conta i punti sommando le proprie carte ma fa “la reta”: il punteggio di tale giocatore o squadra si determina sottraendo la somma dei punti degli altri giocatori o i punti dell’altra squadra al totale dei punti in gioco, ovvero 21.

## Tocca
La tocca è una variante del tressette per tre giocatori. Si gioca togliendo un 4 dal mazzo di quaranta carte e distribuendo tredici carte a testa. Il giocatore che nella prima partita possiede l'asso di denari, detto tocca, gioca da solo contro gli altri due, che invece formano una squadra. Chi raggiunge per primo i 31 punti vince.

## Tressette e carte piemontesi
Il tressette viene anche giocato con le cosiddette carte piemontesi (36 carte a seme francese con i valori 6, 7, 8, 9, 10, J, Q, K, A). Le regole con tali carte prevedono l'ordine di valori crescente 6, 7, 8 (scartine, o, in dialetto, lëcce), J, Q, K (figure), A, 9, 10. Il conteggio dei punti e le accuse non differiscono da quelli sopra riportati.
Nel dialetto piemontese l'accusa viene chiamata "cucire", nel senso di ricamare un buon gioco o una Napoli. Quest'ultima in piemontese viene anche chiamata "napula".
Valori di punteggio:
- L'asso vale un punto
- Il Dieci, il Nove, il Re, la Regina e il Fante valgono un terzo di punto
- Le scartine non valgono punti